# Adrian Dantley
Adrian Delano Dantley (Washington, D.C, 28 de fevereiro de 1955), é um ex-jogador de basquete americano.
Jogou na NBA por 15 anos, escolhido pelo Buffalo Braves como a 6ª escolha do 1º round em 1976. Atuou por Buffalo Braves (1976-77), Indiana Pacers (1977), Los Angeles Lakers (1977-79), Utah Jazz (1979-86), Detroit Pistons (1986-89), Dallas Mavericks (1989-90) e Milwaukee Bucks (1990-91).
Marcando 23,177 pontos, 5,455 rebotes e 2,830 assistências. Novato do ano em 1977, cestinha da temporada em 1981 e 1984, 6 vezes All-Star, tem a camisa #4 retirada pelo Utah Jazz e foi introduzido ao Hall da Fama do basquete em 2008.
Foi campeão olímpico nos Jogos Olímpicos de 1976 em Montreal. Em 2008 tornou-se integrante do Basketball Hall of Fame.